# Schwabacher
Schwabacher è un particolare tipo di caratteri gotici.
Fu inventato nel tardo XV secolo, nei paesi tedeschi, come risposta all'invenzione dell'Antiqua da parte degli umanisti italiani, che aveva segnato il ritorno definitivo (in tutti i paesi europei a parte quelli di lingua tedesca) alle scritture rotonde.
Deriva dal carattere Textura, ma, rispetto al suo predecessore è più tondeggiante e vi si possono notare forti influenze dalle forme bastarde delle grafie gotiche tardo-medievali.
Ebbe grande diffusione durante la Riforma e negli anni successivi. A partire dal XVII secolo fu però soppiantata dalla Fraktur. Verso la fine del XIX secolo ebbe un periodo di riscoperta; alcuni libri furono stampati con questo carattere di stampa, e ancora nel 1949 Ernst Penzoldt volle far stampare in Schwabacher il suo romanzo Die Powenzbande. Zoologie einer Familie.